# Eviota lacrimosa
Eviota lacrimosa, tên thông thường là weeping dwarfgoby, là một loài cá biển thuộc chi Eviota trong họ Cá bống trắng. Loài này được mô tả lần đầu tiên vào năm 2013.

## Từ nguyên
Từ lacrimosa trong danh pháp của E. lacrimosa theo tiếng Latinh có nghĩa là "khóc lóc; ngấn lệ", ám chỉ vạch đốm bên dưới mắt của loài cá này, tựa như giọt nước mắt.

## Phạm vi phân bố và môi trường sống
E. lacrimosa được biết đến tại quần đảo Marquesas (Polynesia thuộc Pháp). Loài cá này được thu thập gần các rạn san hô ở độ sâu khoảng từ 3 đến 36 m.

## Mô tả
Chiều dài cơ thể tối đa được ghi nhận ở E. lacrimosa là 1 cm. Đầu và thân trong mờ, có màu vàng nhạt. Hai bên lườn có 8 - 10 sọc ngắn màu đen (nhìn rõ hơn ở thân trước, mờ dần về phía sau). Cuống đuôi có một đốm đen. Má có một vệt đốm màu đen sẫm xuất hiện bên dưới mắt, kéo dài đến dưới hàm. Các vây có nhiều chấm màu nâu đỏ.
Số gai ở vây lưng: 7; Số tia vây ở vây lưng: 8; Số gai ở vây hậu môn: 1; Số tia vây ở vây hậu môn: 7 - 8; Số tia vây ở vây ngực: 15 - 17.